# Belarus la Concursul Muzical Eurovision
Belarus a participat la  Concursul Muzical Eurovision de 16 ori, debutând la Concursul Muzical Eurovision 2004. Țara a intrat în concurs exact când a fost introdusă semifinala. După ediția din 2009 președintele din Belarus a spus că echipa care se ocupă cu selecția intrării lor trebuie complet schimbată.
Pe 29 Mai 2021, Uniunea Europeană de Radioteleviziune (EBU) a decis suspendarea radiodifuzorului național din Belarus BTRC pe motivul arestării activistului din opoziție Roman Protașevici. Pe 2 iulie 2021, BTRC a fost exclus oficial din EBU, ceea ce face ca Belarusul să nu mai poată participa la Concursul Muzical Eurovision și nici la Concursul Muzical Eurovision Junior. 

## Participări

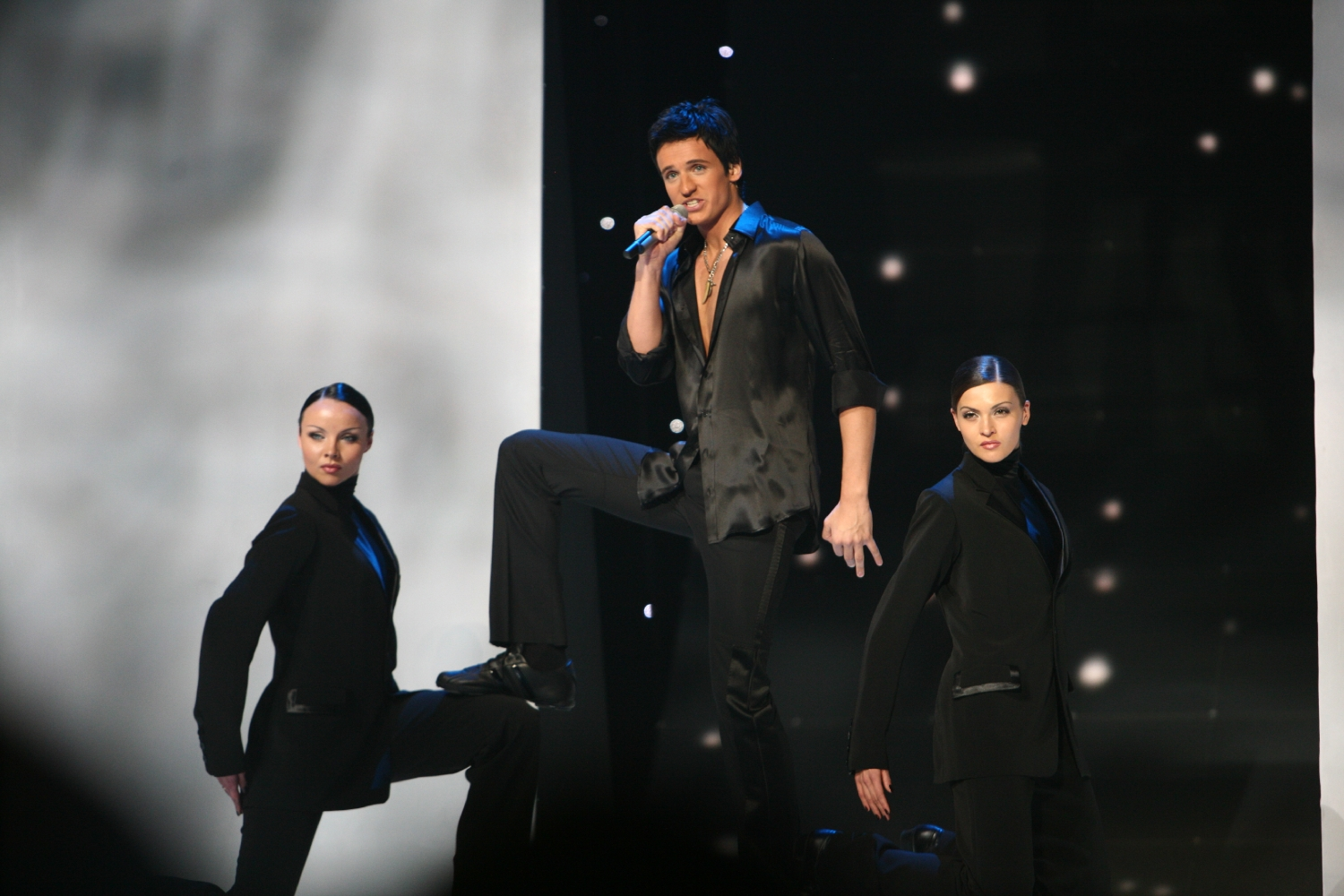
Dmitri Koldun la Helsinki (2007)

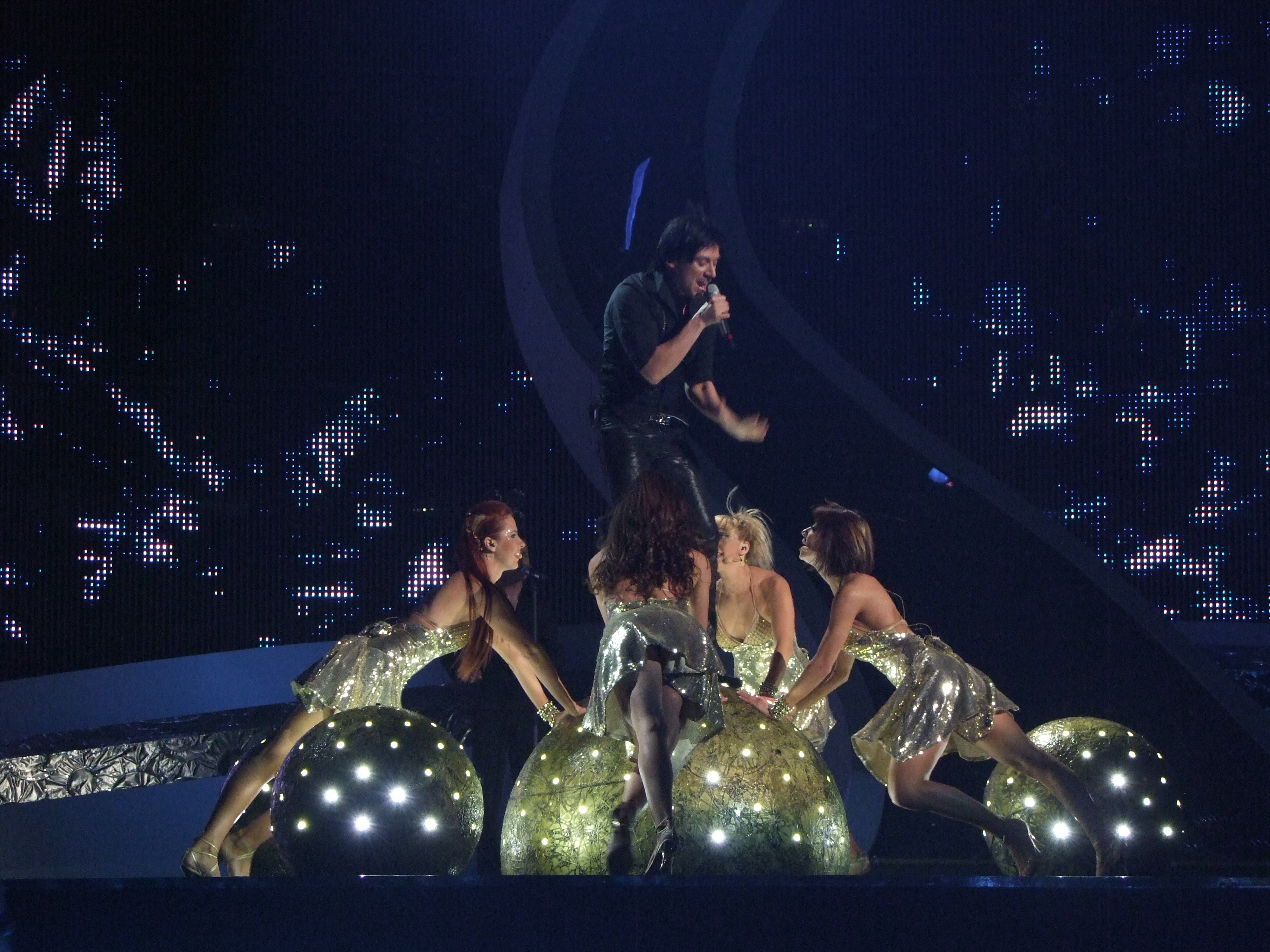
Ruslan Alekhno la Belgrad (2008)

| 1 | Câștigător  |
| 2 | Locul 2     |
| 3 | Locul 3     |
| ◁ | Ultimul loc |

| An   | Oraș-gazdă | Artist                   | Titlu                 | Finală           | Puncte           | Semi          | Puncte        |
| ---- | ---------- | ------------------------ | --------------------- | ---------------- | ---------------- | ------------- | ------------- |
| 2004 | Istanbul   | Aleksandra și Konstantin | „My Galileo”          | Nu s-a calificat | Nu s-a calificat | 19            | 10            |
| 2005 | Kiev       | Angelika Agurbaș         | Love Me Tonight”      | Nu s-a calificat | Nu s-a calificat | 13            | 67            |
| 2006 | Atena      | Polina Smolova           | „Mum”                 | Nu s-a calificat | Nu s-a calificat | 22            | 10            |
| 2007 | Helsinki   | Dmitri Koldun            | „Work Your Magic”     | 6                | 145              | 4             | 176           |
| 2008 | Belgrad    | Ruslan Alehno            | Hasta la Vista”       | Nu s-a calificat | Nu s-a calificat | 17            | 27            |
| 2009 | Moscova    | Petr Elfimov             | „Eyes That Never Lie” | Nu s-a calificat | Nu s-a calificat | 13            | 25            |
| 2010 | Oslo       | 3+2                      | „Butterflies”         | 24               | 18               | 9             | 59            |
| 2011 | Düsseldorf | Anastasia Vinnikova      | „I Love Belarus”      | Nu s-a calificat | Nu s-a calificat | 14            | 45            |
| 2012 | Baku       | Litesound                | „We Are the Heroes”   | Nu s-a calificat | Nu s-a calificat | 16            | 35            |
| 2013 | Malmö      | Aliona Lanskaia          | "Solayoh"             | 16               | 48               | 7             | 64            |
| 2014 | Copenhaga  | Teo                      | "Cheesecake"          | 16               | 43               | 5             | 87            |
| 2015 | Viena      | Uzari și Maimuna         | "Time"                | Nu s-a calificat | Nu s-a calificat | 12            | 39            |
| 2016 | Stockholm  | Alexander Ivanov         | "Help You Fly"        | Nu s-a calificat | Nu s-a calificat | 12            | 84            |
| 2017 | Kiev       | Naviband                 | "Story Of My Life"    | 17               | 83               | 9             | 110           |
| 2018 | Lisabona   | Alekseev                 | "Forever"             | Nu s-a calificat | Nu s-a calificat | 16            | 65            |
| 2019 | Tel Aviv   | ZENA                     | "Like It"             | 24               | 31               | 10            | 122           |
| 2020 | Rotterdam  | VAL                      | "Da Vidna"            | Anulat           | Anulat           | Anulat        | Anulat        |
| 2021 | Rotterdam  | Galasy ZMesta            | "Ya Nauchu Tebya"     | Descalificată    | Descalificată    | Descalificată | Descalificată |